# Parque Etnográfico de Cujávia e Dobrzyń

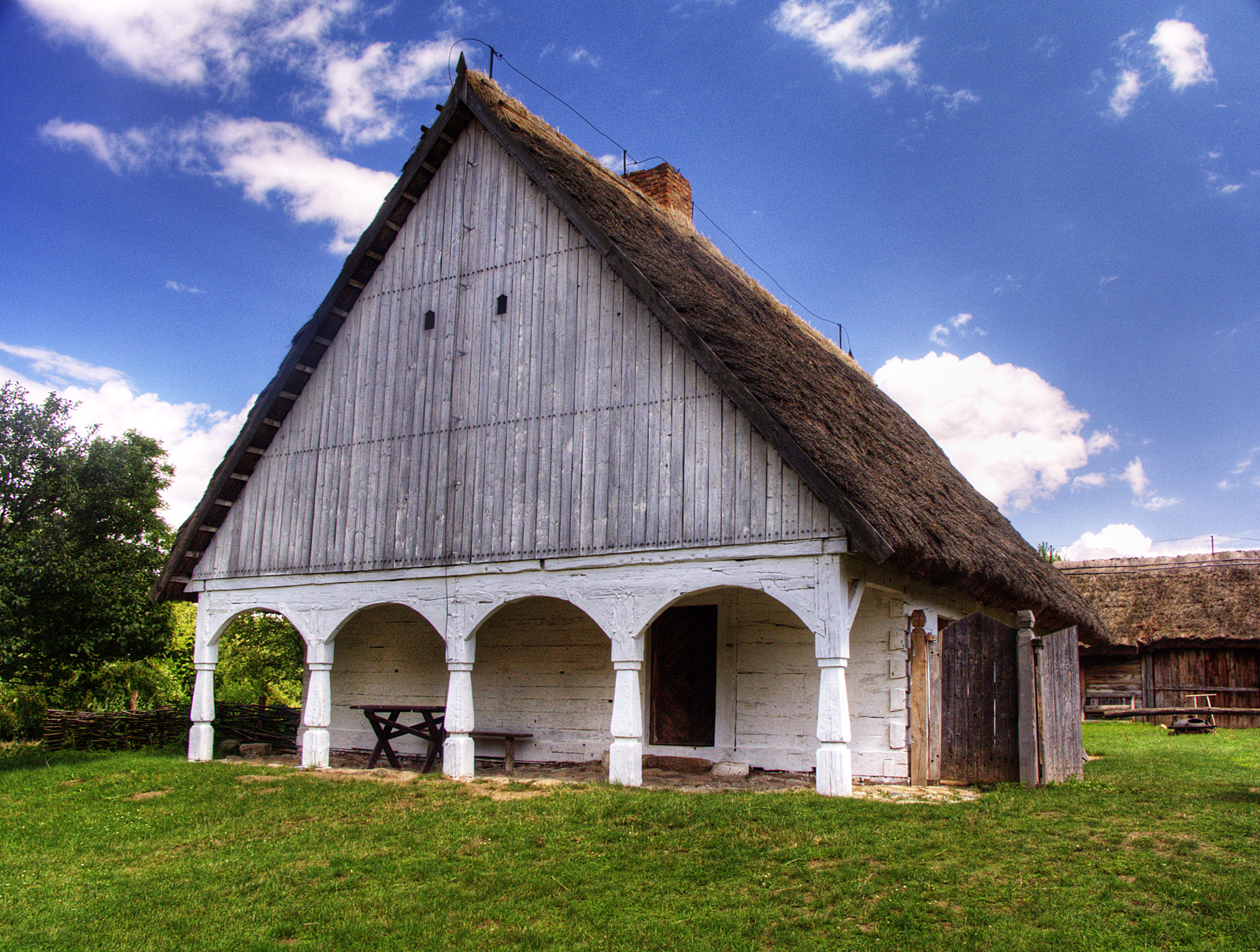
Cabana de Pułkow Wielki

Parque Etnográfico Cujávia e Dobrzyń o museu ao ar livre em Kłóbka foi fundado em 1993, e um filial do Museu da Terra de Cujávia e Dobrzyń em Włocławek.
O museu ao ar livre situa-se nos ambos lados da vale do rio Lubieńka e compõe-se duma aldeia antiga e palácio rodeado por um parque da família Opriszewscy. todo complexo situa-se na área de 13 ha na qual são acumulados 18 objectos da arquitectura popular, divididos em dois setores: Terra de Cujávia (dois currais) e Terra de Dobrzyń (um curral). Os edifícios de madeira com um equipamento no interior, objetos tradicionais e ferramentas mostram a vida cotidiana das famílias campesinas desde do fim do século XVIII até os anos 30 do século XX. No palácio fica a exposição de interiores antigos e a exposição biográfico-artística de Maria da familia Wodzińscy Orpiszewscy, a noiva de Frederic Chopin. No parque histórico fica a trilha de educação histórico-natural.  
No território do museu ao ar livre ficam:
- cabanas
- armazéns
- edificios pecuarios:
  - celeirós
  - pocilgas
  - curral
  - estábulos
  - depósitos subterrâneo, poços e colmeias
- oficinas de artesanato:
  - forja
  - lagar de azeite
  - olaria
- moinho
- escola
- pousada
- posto de bombeiros
- igreja
- palácio

## Plano do parque
| Setor rural 1. Alpendre para máquinas agrícolas 2. Olaria 3. Curral de Cujávia I 4. Capela de Santo Antônio 5. Curral de Cujávia de Zalesie 6. Forja de Chełmce 7. Moinho de Zaduszniki 8. Escola 9. Pousada de Wielki Pułkow 10. Curral de Dobrzyń 11. Capela de Nossa Senhora de Skępsk 12. Posto de bombeiros 24. Igreja de Brzeźno | Setor de palácio 13. Palácio de Opriszewscy 14. „Tília Maria” 15. Piceas de Ludwika Orpiszewski 16. Avenida de carpinos „Babci małej” 17. Pomar de árvores frutíferas nativos 18. Avenida de freixos „Babci dużej” 19. Ponto de observação abaixo de faia 20. Círculo de aesculus „Gabinete verde” 21. Carvalho de insurgentes 22. Bosque de amieiros e freixos 23. Avenida de amieiros |